# Choeroparnops tuberculosus
Choeroparnops tuberculosus är en insektsart som först beskrevs av Walker, F. 1870.  Choeroparnops tuberculosus ingår i släktet Choeroparnops och familjen vårtbitare. Inga underarter finns listade i Catalogue of Life.